# Переяславцева, Софья Михайловна
Софья Михайловна Переяславцева (17 сентября 1849, Воронеж — 1 декабря 1903, Одесса) — зоолог, заведующая Севастопольской биологической станцией (1880—1891), вторая женщина в мире во главе научного учреждения (после Е. Воронцовой-Дашковой, которая возглавляла Петербургскую АН).

## Биография
Софья Михайловна Переяславцева имела дворянское происхождение и была дочерью офицера. В 1869 окончила Курскую гимназию. В 1872 году публикует две свои первые научные статьи об инфузориях г. Харькова и чешуекрылых Воронежской губернии. Высшее образование получила в Цюрихском университете, в котором окончила курс в 1875 году со степенью доктора философии по теме «О строении и форме органа обоняния у рыб». В 1876 году возвращается в Россию и живёт в Санкт-Петербурге. 
С 1881 по 1891 годах заведовала Севастопольской биологической станцией, а последние годы работала на биологических станциях в Роскофе и в Неаполе. На Неаполитанской станции Переяславцева изучает строение кольчатого червя Nerilla antennata. В 1883 году за монографию по турбелляриям получает премию им. К. Ф. Кесслера. В 1902 году за работу по эмбриональному развитию скорпионов получает премию им. Е. К. Фреймут-Кандинской. В 1903 году преподавала в Новороссийском университете в Одессе. Основные научные исследования посвящены вопросам морфологии, систематики, эмбриологии беспозвоночных, изучению фауны Чёрного моря. Впервые детально изучила эмбриональное развитие бескишечных ресничных червей, установила эктодермальное происхождение нервной системы. Изучала эмбриологию ракообразных и паукообразных. Описала около 40 новых для науки видов беспозвоночных, в том числе:
- Acrorhynchus spiralis (Pereyaslawzewa, 1892)

- Ceratopera paradoxa (Pereyaslawzewa, 1892)

- Convoluta albomaculata (Pereyaslawzewa, 1892)

- Convoluta hipparchia Pereyaslawzewa, 1892

- Convoluta variabilis (Pereyaslawzewa, 1892)

- Macrostomum gracile Pereyaslawzewa, 1892

- Macrostomum megalogastricum Pereyaslawzewa, 1892

- Paulodora dolichocephala (Pereyaslawzewa, 1892)

- Promesostoma bilineatum Pereyaslawzewa, 1892

- Sopharynx oculatus (Pereyaslawzewa, 1892)

- Trigonostomum mirabile (Pereyaslawzewa, 1892)

- Trigonostomum piriforme Pereyaslawzewa, 1892

## Публикации
Напечатала ряд исследований по зоологии, из которых наиболее известны:
- «Protozoa Чёрного моря» («Записки Новорос. общ. естествоиспытателей», Одесса, т. X, 1886),
- «Études sur le développement des Amphipodes» («Bull. de la Soc. Impér. des Naturalistes de Moscou», 1888),
- «Monographie des Turbellariés de la Mer Noire» («Записки Новорос. общ. естествоиспытат.», Одесса, т. XVII, 1893),
- «Mémoire sur l’organisation de la Nerilla antennata O. Schm.» («Ann. des Sciences natur.», т. I, 1896).